# Monomoscoy Island
Monomoscoy Island statisztikai település az USA Massachusetts államában, Barnstable megyében. Lakosainak száma 139 fő (2020. április 1.).

## Népesség
A település népességének változása:

| 2010 | 147 |
| 2020 | 139 |